# Povl Kjøller
Povl Kjøller Nielsen (3. juni 1937 i Vordingborg – 11. september 1999) var en dansk komponist og guitarist. Han er blevet beskrevet som Danmarks Radios "mest populære legeonkel i 1970erne", hvor han blev kendt i tv-programmerne med Kaj og Andrea, og for sin særegne fremtoning med "andefødder, trendsættende kasserolle-frisure, kassebukser og guitar".
Povl Kjøller er blandt andet kendt for sangene "Min cykel" (også kaldet "Cykelsangen") og "Bakke snagvendt". Mange af hans sange var en del af programmet Legestue sammen med dukkeparet Kaj og Andrea, hvor han var vært med Kjeld Nørgaard fra 1971 til 1975. Han var oprindeligt uddannet musiklærer, men fik stor succes i 1970'erne med sine jazz-prægede børnesange, der ofte lagde op til musikundervisning på skoler og i børnehaver. I sin karriere udgav Kjøller mange plader og medvirkede i børne-tv på DR, ofte sammen med Iben Wurbs og Trille.
I 1990'erne oplevede han en kraftig renæssance med sin musik. Det helt store comeback fik han på Midtfyns Festivalen i Ringe 1994, hvor han i "Natuglen" spillede for fulde huse. Alle blandt publikum kunne sangene udenad, idet Kjøllers numre havde været lydkulisse til de flestes barndom. Dette billede fortsatte på mange scener landet over. Samtidig opstod flere kopibands, der var baserede på Kjøllers sange og musik, f.eks. det vestsjællandske band The Kjøllers. I 1994 udkom også opsamlingsalbummet The Real Kjøller Hits, der indeholdt kendte sange som "Bondemanden", "Cykelsangen", "Rokketand" og "Bakke-snagvendt sangen". Albummet modtog en platin plade for 50.000 solgte eksemplarer. Der blev ligeledes udgivet en koncertoptagelse på VHS med titlen The Real Kjøller Video. Samme år spillede han over 200 koncerter.
Povl Kjøller er oprindeligt uddannet lærer. Fra midten af 1980'erne og frem til sin død arbejdede han på Skovtofte Socialpædagogiske Seminarium, blandt andet som musiklærer, hvor han smittede mange pædagogstuderende med sin glæde for al slags rytmisk musik.
Kjøller fik en blodprop og døde d. 11. september 1999

## Privatliv
Kjøller havde tre sønner; Jesper og Anders Kjøller samt Mads Kjøller-Henningsen født i 1990. Han udgav også musik, hvor de medvirkede.